# مرتضی فهیم کرمانی
مرتضی فهیم کرمانی (متولد ۱۳۱۳ کرمان) روحانی شیعه و سیاستمدار ایرانی است. او نماینده کرمان در اولین و دومین دوره مجلس شورای اسلامی و استان کرمان در اولین دوره مجلس خبرگان رهبری بود. او رئیس دادگاه انقلاب اسلامی کرمان نیز بوده‌است.

## تولد
مرتضی فهیم کرمانی در سال ۱۳۱۳ش در کرمان دیده به جهان گشود.

## تحصیلات
وی تحصیلاتش در علوم دینی را در کرمان و قم پی گرفت و نزد اساتید بزرگ حوزه درس خواند.

## منصب‌ها
او از جمله روحانیون انقلابی و زندان رفته حکومت پهلوی و حاکم شرع دادگاه انقلاب کرمان بود.

## نقض حقوق بشر
از وی به عنوان ناقض حقوق بشر و نیز صادر کنندهٔ نخستین حکم ترور، سنگسار و قطع دست در نظام جمهوری اسلامی ایران یاد شده‌است.

### اعدام جنجال‌برانگیز
او شخصی به نام فدایی از خوانندگان قبل از انقلاب را که در جریان اوج انقلاب به صفوف مخالفین حکومت پهلوی پیوسته بود، به دلیل سوابق قبلی به اعدام محکوم کرد. اجرای حکم که خارج از روال قانونی بود به رهبر ایران، روح‌الله خمینی گزارش شد. او مرتضی فهیم کرمانی را به خاطر صدور این حکم از کار عزل و از دخالت در مسائل سیاسی منع کرد و دستور پرداخت دیه به خانواده فدایی را داد.